# Balatonalmádi
Balatonalmádi nagy ütemben fejlődő, forgalmas üdülőváros Veszprém vármegyében, a Balatonalmádi járás székhelye. A Balaton keleti medencéjének északi partján helyezkedik el, a Fűzfői-öböl közelében, az Öreg-hegynek a tóra leereszkedő lejtőjén.
Az északi part egyik legnépszerűbb turisztikai célpontja, fejlődésében nagy szerepe van a megyeszékhely, Veszprém közelségének is. Népessége főleg az utóbbi években indult erős növekedésnek, lakosságszáma 2021-re már átlépte a 10 000 főt. Nyaranta a település rengeteg izgalmas programot kínál az ide látogatók számára.

## Fekvése
A Balaton északkeleti csücskében fekszik, a víz felé nyitottan, nyugati és északi oldalról dombokkal övezve, amelyek mintegy szélárnyékot teremtve megóvják a települést az uralkodó szelektől.
A központjától többé-kevésbé elkülönülő, külsőbb fekvésű városrészei Vörösberény (1971 óta) a belterület északi, Budatava a keleti és Káptalanfüred a délnyugati részén. További, üdülőövezeti jellegű településrészek még: Újhegy a közigazgatási terület északi és Vöröshegy az északnyugati részén, valamint Öreghegy és Óváritelep a központ és Káptalanfüred között, de a tóparttól távolabb, a belterület magasabban fekvő részein.
A környező dombok-hegyek jelentős mértékben tartalmaznak a perm időszakban képződött, jellegzetes lilásvörös-barnásvörös színű vörös homokkövet, amelyet a helybeli házak építésénél gyakran használtak. A vöröskövet a földrajzi nevek is őrzik, ma már az építőkő bányászata befejeződött, az ásvány nagyobb feltárása pedig bauxittartalma miatt elmaradt.

### Megközelítése, közlekedése
Legfontosabb megközelítési, és egyben közlekedési útvonala a 71-es főút, amely több kilométeres hosszban végighúzódik a város területén. Ebből ágazik ki, a 21+400-as kilométerszelvénye közelében a rövid 72 803-as számú mellékút Vörösberény városrész felé; beletorkollik a 24+500-as kilométerszelvénye közelében, szűk 11 kilométer megtétele után a 7217-es út, amely Veszprémmel és Szentkirályszabadjával kapcsolja össze a települést, valamint kiágazik belőle, a 26. kilométerénél a 4,5 kilométer hosszú 7218-as út, amely Felsőörsig húzódik.
Áthalad Balatonalmádin a Börgönd–Szabadbattyán–Tapolca-vasútvonal, amelynek egy vasútállomása (Balatonalmádi vasútállomás) és egy megállóhelye (Káptalanfüred megállóhely) található a határai között. Balatonalmádi vasútállomás aránylag nagy forgalmat bonyolít, a gyorsvonatok zöme is megáll itt, Káptalanfüred megállóhely lényegesen kisebb forgalmat szolgál ki.
1969-es megszüntetése előtt érintette a város területét az Alsóörs–Veszprém-vasútvonal is, ami áthaladt Káptalanfüred megállóhelyen és két további megállóhelye is volt itt (Balatonalmádi Öreg-hegy megállóhely, Balatonalmádi Remete-völgy megállóhely); ma már, egy masszív vasúti kőhidat és az azon emlékműként álló gőzmozdonyt leszámítva nem sok minden emlékeztet a városban ez utóbbi vasútvonal egykori létezésére.

## Története
A környék a természet által nyújtott előnyök és a Balaton közelsége révén már a római időkben lakott hely volt. A honfoglalás idején a fejedelmi törzs szállásterületéhez tartozott. Almádi első írásos említése 1082-ből, Vörösberényé 1109-ből származik. Településalakító adottságai közt a távoli múltban elsősorban (a permi vörös homokkő málladékából keletkezett talaja révén) szőlőtermő helyként szerepelt.
A református hitközség tagjainak anyakönyvezése 1735-ben indult, a római katolikusoké 1749-ben.
A település neve a 20. század eleji községnév-rendezésig Almádi volt. 1909-ben lett nagyközség. Az 1908-1909-ben megépült Győr–Veszprém–Almádi-Alsóörs és a Börgönd-Szabadbattyán-Balatonfüred-Tapolca vasútvonal révén üdülőhelyi fejlődése ugrásszerűen felgyorsult. A Balatonalmádi Fürdő és Építő Részvénytársaság megalakulása is ösztönző hatást fejtett ki. A partot 1889-ben parkosították, nagy fáit 1903-ban ültették, 1925-ben kapott villanyt, 1927-ben épült az első strand, amit 1945 után, majd 1964-ben bővítettek. Vízhálózatának kialakítását 1942-ben kezdték meg, 1960-ban a Malom-völgyi források bekapcsolásával egész területét ellátták. A Balatoni Üdülőkörzet idegenforgalmi fejlesztése az 1960-as évek elején indult meg, s ettől kezdve mind a szervezett, mind a családos üdülés célterületévé vált. Szálló- és ellátólétesítményei mellett óriásivá nőttek üdülő- és zártkerti övezetei, melyek lényegében Csopak-Alsóörstől Balatonfűzfő, Balatonkenese, Balatonakarattya részeivel sajátos üdülőagglomerációként nőttek össze.
A település gazdasági alapját ma alapvetően az üdülő-idegenforgalom, s az ezen gazdasági ágra települt szolgáltatások és ellátás képezik. Foglalkoztatási struktúrájában is ez jellemző, melynek allergikus oldala a szezonalitás. A várossá válással idetelepült intézményrendszer igényei révén, a kiegészítő és helyi termelő gazdasági szervezetek letelepedésével, az idegenforgalmi szezon megnyújtásával ez az egyoldalúság lassan oldódik.
A városnak parti településkörnyékére gyakorolt vonzó hatása elsősorban kereskedelmi-szolgáltató és szórakoztató hálózatával valósul meg, melyben a kilencvenes évek magánvállalkozásai, privatizált gazdálkodó szervezetei igen változatos kínálatot jelentenek.

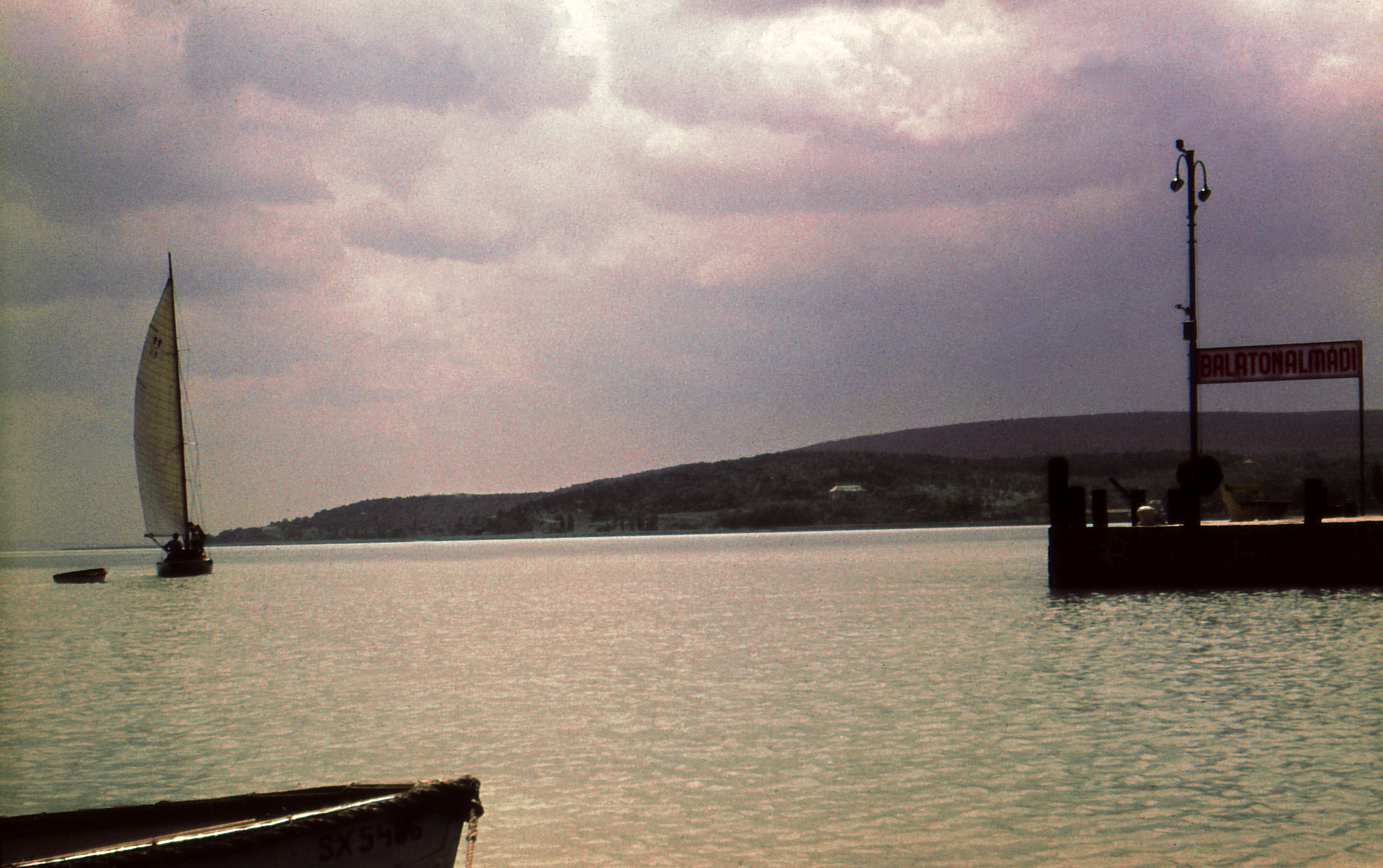
Balatonalmádi kikötője 1942 nyarán

A város fejlesztésében a nyolcvanas évektől nagyobb hangsúlyt kapott az állandó népesség letelepítését szolgáló magán- és szervezett lakásépítés is, valamint a városi funkciót bővítő középfokú intézmények ide telepítése, köztük a jónevű kéttannyelvű gimnázium – az ország első ilyen intézménye –, bevásárlócentrum stb. Ezek térségellátó-szervező hatása fokozatosan kiterjed, s az előzőkben említett spontán agglomerációt is kezdi normális településfejlesztési keretbe illeszteni. A város gazdasága és urbánus-, illetve üdülő-idegenforgalmi jellegének erősítése megkívánja a korszerű telekommunikációs, illetve informatikai hálózatokkal való mielőbbi kapcsolatok és helyi szolgáltatások kiépítését, amely egy újabb helyi gazdasági ág megjelenését eredményezheti. A városi atmoszféra igényli az állandó kulturális-művelődési szolgáltatásokat, publikációkat, melyek meglevő helyi hagyományokra és polgári kezdeményezésekre alapozhatnak.
Balatonalmádi a Balaton észak-keleti partján fekvő, jelenleg 10111 fő állandó lakosú kisváros.
Már az ősidők óta lakott hely volt:
- 8000 éves kőkorszaki talajfelszínre és méteres átmérőjű kemencére bukkantak a régészek a vörösberényi új iskola alapozásakor
- 6000 évvel ezelőtti, újkőkori, pelyvával kevert agyagból gyúrt, és tűzzel kiégetett edényeket találtak a Kunföldeknek nevezett vörösberényi dűlőben
- 5000 évvel ezelőtti, újkőkori, szerpentin kőből készült balta került elő az Öreghegyen
- 4000 évvel ezelőttről, a rézkorszakból két vízparti lakóhely ismeretes
- 3000 éves bronzkori edények kerültek napfényre a Kunföldeken
- 2000 évvel ezelőtt kezdődött a rómaiak betelepülése, a talajból előkerült az a vízvezeték, amely a közeli források vizét a római majorgazdaságokhoz vezette.

Almádit első alkalommal egy 1493-ban keletkezett, szőlő adás-vételéről szóló, latin nyelven írott oklevélben említik, „in promontorio possesionis Zarbereny in loco Almadi vote sitam” formában (“Szárberény helység szőlőhegyén az Almádinak nevezett helyen”). Még két Mohács előtti oklevélben történik említés Almádiról, mindkét esetben szőlőbirtokokról esik szó. A későbbi írásos emlékekben folyamatosan szőlőhegyként, majd hegyközségként említik Almádit. Földesura a Veszprémi Káptalan volt, akinek tizedet fizettek a szőlőbirtokosok. A szőlőket szabadon adhatták-vehették a birtokosok, természetesen a Káptalan tudtával, hiszen a földesúrnak tudnia kellett ki fizeti, netán nem fizeti a tizedet.
Almádi 1848-ig önálló hegyközségi szervezetben létezett, 1849-től önállóságát elveszítette, Szentkirályszabadjához csatolta az akkori osztrák közigazgatás. 1869. július 15-én kiadott Megyegyűlési határozat szerint önkormányzati képviseleti jogát visszakapta, de adózás tekintetében csak 1877-ben lett önálló. Az 1880-as évek végén a filoxéra járvány csaknem teljesen kipusztította a szőlőket. Ezzel felerősödött a szőlőbeli épületek nyaralóként való használata, illetve hasznosításának tendenciája. Ez a folyamat nem állt le az új szőlőtelepítések után sem. Az esetenként több katasztrális hold nagyságú szőlőbirtokon – gyakran a régi pince-présház épület átalakításával – téli használatra is alkalmas nyaraló épületet építettek. A birtokok több parcellára történt felosztását ennek az igénynek a megjelenése indukálta.
Az írásos források szerint a fürdőélet 1874-ben indult meg Almádiban, ugyanis ez volt az első hivatalosan megnyitott szezon. Brenner Lőrinc veszprémi építőmester, egyben almádi szőlőbirtokos, 1877-ben építette meg az első nyolc fürdőkabint a Káptalantól bérelt, az örökmécses közelében, a kikötő felé eső területen. Itt meg kell jegyezni, hogy akkori időben a Balaton vize is a települések, illetve a földesúr tulajdona volt. Ezt a kis építményt az 1883-ban alakult Almádi Fürdő Rt. folyamatosan bővíttette egészen az 1926-ban történt lebontásáig, amikor már 130 kabin állt a vendégek rendelkezésére.
A település kialakulásában és fürdőhellyé válásában meghatározó tényező volt két almádi részvénytársaság: az 1883-ban alakult Almádi Fürdő Rt., majd ennek felszámolása után az 1918-ban alapított Balatonalmádi Fürdő és Építő Rt. Működésük átfogta az 1883 és 1939 közötti, nem könnyű időszakot, amely alatt Almádi a válságok és gazdasági krízisek ellenére is dinamikusan fejlődött. Mindkét részvénytársaság működésének ideje alatt sok minden épült, a magánszemélyek által épített nyaralókon, illetve lakóházakon kívül. Közülük nagyon kevés maradt fenn napjainkig.
1899 tavaszán az Almádi Fürdő Rt. és az Országos Magyar Kneipp Egyesület megegyezett egy Kneipp Intézet Almádiban történő létesítésében. Az elhatározást gyors cselekvés követte és már 1899. július 10-én megnyílt, a rövid idő alatt nagy népszerűségre szert tett „Gyógyház”. Bevezetésre került a Kneipp-féle vízkúra, Ricikli-féle nap- és légfürdő, valamint a Lahmann-féle egészséges táplálkozási rend. Ezen bevezetett kúrák alapján Almádi gyógyfürdői rangot kapott és az 1899-ben megfogalmazott Almádi Fürdőszabályzatot, 1904-ben követte Almádi Gyógyfürdőszabályrendeletének kiadása.
Az 1918-ban alakult Balatonalmádi Fürdő és Építő Rt. 1922-ben egy nagyszabású, korszerű „fövenyfürdő” építését kezdte meg, ami 1926 szezonra épült ki teljesen, több mint 500 kabinnal rendelkezett, az északi Balatonpart legnagyobb strandjának számított. 1943-ban lebontásra került és azonnal új strand épült helyette, ami 1944 szezonra készen lett. Ma Wesselényi strandként ismeretes, az időközben területileg kibővült és épületét tekintve átalakított strand.
Almádiban jelentős sportélet zajlott már az 1880-as évek elejétől kezdve. Legkorábbi adat galamblövészetről tudósít. Későbbiekben a szezon nem múlhatott el egy-két úszó és atlétikai verseny nélkül. A tenisz kedvelt sport volt már 1896-ban, mint ezt egy levél tanúsítja. Ekkor két pálya állt a nyaralóvendégek rendelkezésére, mikor készítették a pályákat, illetve mikor kezdődött az amatőr teniszélet nem tudjuk pontosan. Az igazi versenyszerű teniszélet az 1930-as évek elejétől zajlott, nyaranta nemzetközi versenyeket és hazai bajnoki mérkőzéseket rendeztek Almádiban, a szépen kiépített hat, versenyméretű, kitűnő minőségű vörös salakos pályán.
1913-ban megalakult a Balatoni Yacht Club Almádi Osztálya. Első „klubházuk” a hajókikötőből kiágazó, egyszerű stégen álló, néhány négyzetméteres, fa házikó volt, mint ezt a képes levelezőlapok tanúsítják. 1925 augusztusában avatták fel a Káptalantól bérelt területen az új, ma is álló klubházukat. Az épület később államosításra került. Almádiban a vitorlássport nem volt oly mértékben meghatározó, mint például Balatonfüreden, vagy Siófokon. A korabeli meghatározás szerint Almádi családias, kedves, nem nagyvilági üdülőhely volt és a vitorlásélet is ennek megfelelően alakult.
Az 1930-as években, Almádiban „Balaton bajnokságokat” rendeztek, jeles hazai és külföldi sportolók részvételével, elsősorban a teniszsport területén. 1933-tól az évente rendezett „Nemzetközi Sporthét” keretében megrendezett nemzetközi viadalok közül Almádi adott otthont a tenisz, a vívó, az asztalitenisz és a lovassport versenyeinek. Az 1930-as évek második felében Almádi elérte azt, hogy közép-európai kupáért folyó teniszversenyt is rendezhetett. Egy 1934-ben megjelent sajtótudósítás szerint 500 sportoló és kíséretük voltak Almádi vendégei.
Az 1940-es évek elejére elmaradtak a nemzetközi és az országos versenyek, sportrendezvények, megtört az 1930-as években tapasztalt lendület és érdeklődés. Ennek egyrészt az volt az oka, hogy Almádiban kevés volt a kornak megfelelő, nemzetközi szintet megütő szálláshely. Hiányzott egy, vagy több, megfelelő kapacitású, nagy befogadóképességű szálloda, aminek felépítéséről évek óta szó esett, de nem akadt vállalkozó annak megvalósítására. A Balatonalmádi Fürdő és Építő Rt. 1939-ben történt felszámolása, továbbá a háborús évek korlátjai erősen hátráltatták, illetve visszafogták, mind a sportesemények, mind az építkezések lehetőségeit.
A mai város négy településrész: Vörösberény, Almádi, Káptalanfüred és Budatava összefonódásából fejlődött ki.
Vörösberény falu már a honfoglalás körüli években létezett. Szent István király adományozta – 48 füsttel, 6 halásszal Szárberény néven – a veszprémvölgyi görög apácáknak az első, magyar helyneveket is tartalmazó, görög nyelvű oklevél szerint. Ebben a városrészben található a Balaton-felvidéken egyedülálló, kőfallal erődített református templom, a település legrégebbi épülete. A város címerében is szereplő XI-XII. századi, román-gótikus stílusban épült templomot 1290-ben említik először, 1789-ben barokk stílusú toronysüveget kapott. Vörösberény másik meghatározó történelmi épülete a Szent Ignác tiszteletére emelt, és 1779-ben felszentelt barokk stílusú katolikus templom. Freskói, oltárai, szószéke kiemelkedő művészi alkotások. Nyaranta komolyzenei koncertek helyszíne. A templom mellett a XVII. század közepén barokk stílusban épített egykori jezsuita kolostor épülete áll.
Almádi nevével először egy 1493-ban kelt oklevélben találkozunk. A szőlőművelés – a kedvező földrajzi fekvés és éghajlat miatt – évszázadokon át, egészen az 1880-as évek közepén bekövetkezett filoxéra járvány pusztításáig a legjövedelmezőbb gazdasági ág, a megélhetés forrása volt a környéken. Almádi területe – Almádi és Berény dűlő – a veszprémi káptalan, mint földesúr birtoka volt. Önálló települési rangot 1869-ben kapott, majd 1901-től lett hivatalos neve Balatonalmádi. 1889-ben bekapcsolódott Almádi a rendszeres balatoni hajóforgalomba, 1909-ben a vasúti közlekedés is megindult.
Különös lendületet adott a településnek a természetgyógyászati módszerek helyi népszerűsítése az 1900-as évek elején. Később e gyógymódok veszítettek jelentőségükből, de addigra Almádi mint gyógyfürdő is ismertté vált. Nyaranta jómódú polgárcsaládok népesítették be a partot. Az egykori újságok tenisz, úszó, póló és atlétika, vitorlás versenyekről tudósítanak, de beszámolnak estélyekről, műkedvelő előadásokról, gyermekbálokról és tombolaestélyekről is. Az egykori képeslapokról hosszú ruhás, napernyős hölgyek mosolyognak ránk, kalapos gavallérok sétálnak a parti sétányon, a zenepavilonból, a vendéglők kerthelyiségéből szinte hallatszik a cigányzene, vidám, pezsgő nyarak emléke éled.
Almádi városrészben – korából adódóan – kevés műemlék jellegű látnivaló akad, de a század elejéről megmaradt facsipkés, verandás villák igazi helyi érdekességek. Kiemelkedő jelentőségű az 1930-ban épült Szent Imre katolikus templom, anyaga permi vörös homokkő, a környék jellegzetes kőzete és építőanyaga. Mellette, a Szent Jobb kápolnában látható a budai várból a II. világháború után idemenekített Szent Istvánt ábrázoló aranymozaik. A templom egyedülálló „ereklye-családdal”: a Szent Jobb egy fragmentumával, Szent Imre és Boldog Gizella ereklyéivel is rendelkezik.
Káptalanfüred Balatonalmádi nyugati településrésze, üdülőterület. Kialakulása 1930-tól kísérhető figyelemmel, amikor a tulajdonos Veszprémi Székeskáptalan a mintegy 101 katasztrális hold nagyságú egybefüggő fenyves és csertölgy erdőség parcellázását elhatározta. A terület alapkőzete a mintegy 240 millió évesre tehető ún. felső permi vörös homokkő, amely a település nagy részén a felszínen van, így az építkezések fontos alapanyagát képezi. A településrész növény- és állatvilága, valamint geológiai képződményei a parcellázás óta helyi védettségben részesülnek.
A közigazgatásilag Alsóörshöz tartozó fürdőtelep gyorsan fejlődött. Elnevezései voltak: Alsóörs-Szentmihályfürdő, Balatonkáptalan-telep, Balatonkáptalan-fürdő, majd 1938-tól Káptalanfüred.
A telep 1935-ben kapott vasútállomást a Budapest-Tapolca és a Győr-Veszprém-Alsóörs vonalak csomópontjánál. A szomszédos vasúti hidat 1940-ben építették meg, a keresztező 71-es számú műút korszerűsítésekor. A híd a II. világháború során megrongálódott, újjáépítésére 1949-ben került sor, majd a Veszprémig terjedő vonal megszüntetésekor (1969), 1973 decemberében bontották le végleg. A település belső úthálózatát kezdetben földutak alkották, ezek korszerűsítését a vasútvonal megszűnéséből eredően, az autóbusz-hálózat kiépítése indokolta az 1960-as évek második felében. A 10 kocsiállásos autóbusz-pályaudvart 1976-ban adták át.
A strandfürdő kiépítése a parcellázás földmunkáival párhuzamosan kezdődött az 1930-as évek második felében. A fürdőt a telektulajdonosok kedvezményesen vehették igénybe. Az üdültetés a kezdeti nyaralóépületek mellett, ifjúsági sátortáborozás formájában zajlott cserkészek, egyetemisták köréből, majd az 1960-as és az 1970-es évektől kezdve korszerű faházakban üdültették az ifjúságot a Köcsi-tó környéki területen. E lehetőségek mellett intézményi üdülőépületek és panziók létesültek és üzemelnek napjainkig. Az idegenforgalom serkentőleg hatott a vendéglátóiparra, a kiskereskedelemre és szolgáltatásokra, amelyek már 1937-től megjelentek, majd az 1950-es évektől állami tulajdonú vállalatok látták el e feladatokat a rendszerváltásig.
A négy településrész mára egybeforrt és a Balaton északi partjának egyik kedvelt üdülőhelyévé vált. A vasútállomás közelében 1969-ben adták át a Hotel Aurórát.

## Közélete

### Polgármesterei
| Időszak   | Polgármester       | Párt                            |
| --------- | ------------------ | ------------------------------- |
| 1990–1994 | Dr. Kerényi László | független                       |
| 1994–1998 | Dr. Kerényi László | független                       |
| 1998–2002 | Dr. Kerényi László | független                       |
| 2002–2006 | Pandur Ferenc      | független                       |
| 2006–2010 | Keszey János       | Fidesz–KDNP                     |
| 2010–2014 | Keszey János       | Fidesz–KDNP                     |
| 2014–2019 | Keszey János       | Fidesz–KDNP                     |
| 2019–2022 | Dr. Kepli Lajos    | független                       |
| 2022–2024 | Fabó Péter         | Fidesz–KDNP                     |
| 2024–     | Bercsényi László   | Közösségünk Almádiért Egyesület |

A településen 2022. június 26-án időközi polgármester-választást kellett tartani, mivel az addigi városvezető, Kepli Lajos a személyét ért támadásokra hivatkozva, 2022. március 31-én bejelentette lemondását e tisztségéről.

### Egyesületek és kezdeményezések[16]
- Almádifjak (Közhasznú Alapítvány Balatonalmádi Ifjúságáért) Archiválva 2023. november 26-i dátummal a Wayback Machine-ben
- Balatonalmádi Aranyhíd Polgári Egyesület
- Vörösberényi Nyugdíjas Klub
- Vörösberényi Polgári Olvasó Kör
- Almádiért Közalapítvány
- Honismereti és Városszépítő Kör
- Almádi '30 - Kezdeményezés Balatonalmádi jövőjéért
- Szóljon Almádi Kulturális Egyesület
- Megfőzzük Almádit
- Közösségünk Almádiért Egyesület [17]
- Almádi Közéleti Kör (korábban Városunkért Közösen Egyesület)
- Balatonalmádi Turisztikai Egyesület
- Almádi Zeneiskoláért Alapítvány
- Fábián József Kertbarát Kör
- Balatonalmádi Polgárőr Egyesület
- Balatonalmádi Város Vegyeskara
- Cimbora Klub
- Nők a Balatonért Közhasznú Egyesület
- Eggenfelden-Balatonalmádi Baráti Társaság
- Magocskák Közalapítvány Almádi Óvódáiért
- DLSB Alapítvány a Balatonalmádi Kéttannyelvű Gimnáziumért[18]
- Re-formáló Egyesület
- Káptalanfüredi Fürdőegyesület
- BENT Balaton

##### Sportegyesületek
- Balatonalmádi SE (Balatonalmádi Focisuli Alapítvány)
- Balatonalmádi Shotokan Karate-Do Sportegyesület (Nippon-dojo)
- Balatonalmádi Tenisz Klub
- Herkules SE
- Balatonalmádi Néptáncműhely
- Vörösberényi Lovas Egyesület
- A Balatonalmádi Magyar-Angol Tannyelvű Gimnázium és Kollégium Sportjáért[18]

## Népesség
A település népességének változása 1900-tól:
A 2011-es népszámlálás idején a lakosok 88,1%-a magyarnak, 3% németnek, 0,2% cigánynak, 0,2% románnak, 0,2% lengyelnek mondta magát (11,5% nem nyilatkozott). A vallási megoszlás a következő volt: római katolikus 41%, református 10,9%, evangélikus 2,4%, görögkatolikus 0,3%, felekezeten kívüli 16,5% (26,8% nem nyilatkozott).
2022-ben a lakosság 87,9%-a vallotta magát magyarnak, 2,8% németnek, 0,2% lengyelnek, 1,4% cigánynak, 0,1-0,1% horvátnak, románnak, cigánynak, görögnek, örménynek, bolgárnak és szlováknak, 4,9% egyéb, nem hazai nemzetiségűnek (11,8% nem nyilatkozott; a kettős identitások miatt a végösszeg nagyobb lehet 100%-nál). Vallásuk szerint 29,5% volt római katolikus, 8,5% református, 1,9% evangélikus, 0,5% görög katolikus, 0,1% ortodox, 1,7% egyéb keresztény, 0,6% egyéb katolikus, 13,9% felekezeten kívüli (42,9% nem válaszolt).

## Nevezetességei

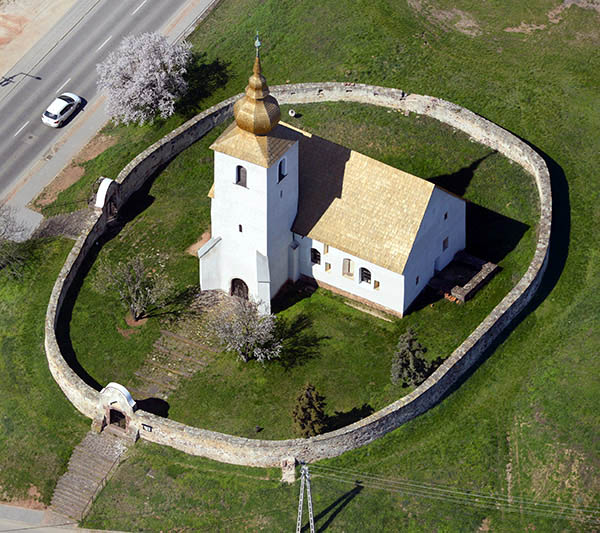
Református erődtemplom

- Erődített református templom, Balatonalmádi-Vörösberény

Vörösberény – 12–13. század, román kori alapokon nyugvó, a gótika stílusjegyeit is magán viselő református erődtemplom. Feltételezések szerint a tatárjárás előtt emelték, majd a 13. században bővítették és a 15. században gótikus tornyot építettek hozzá. Az évszázadok alatt hol katolikus, hol református hívek használták. A 18. századra felépült ma is látható tornya, és a középkori eredetű védművet is ekkor alakították át lőréses erődfallá. A kőfallal kerített templom tömeghatásában még érződik a középkori eredet, de belépve barokk boltozatos, osztatlan csarnoktér fogad.
- Református templom, Balatonalmádi
- Szent Ignác-templom (római katolikus), Balatonalmádi-Vörösberény

A barokk építészet meghatározó példája a Loyolai Szent Ignác tiszteletére emelt, s 1779-ben felszentelt vörösberényi római katolikus templom a kolostoregyüttessel, amely a környék egyik legszebb építészeti emléke. A templom freskói, oltárai, szószéke kiemelkedő művészi alkotások. A volt kolostor már 1758-ban a győri jezsuiták „berényi kastélya”-ként létezett. Ma Kolostor Hotel néven üzemel.

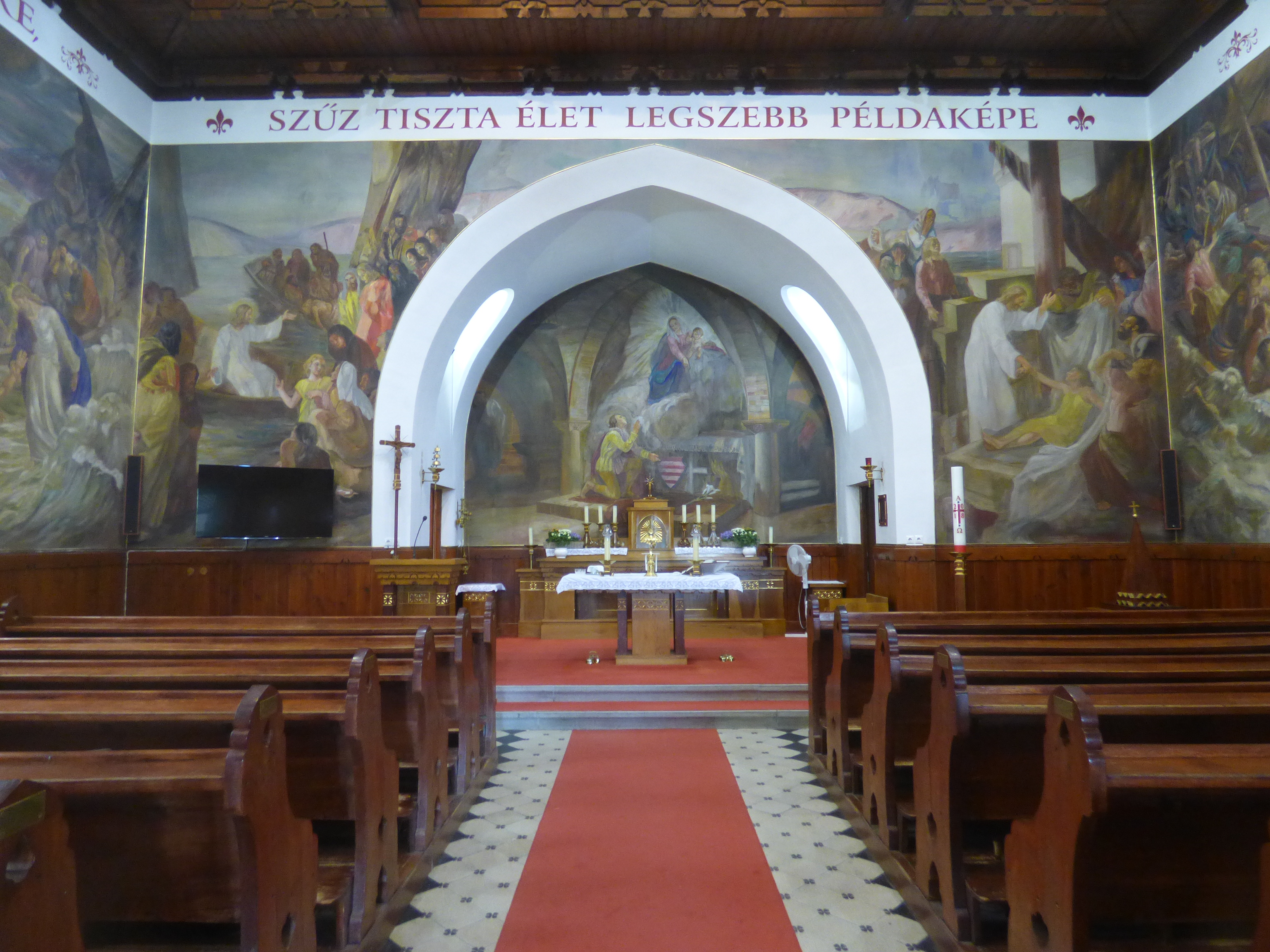
A balatonalmádi Szent Imre-templom belső tere

- Szent Imre-templom (római katolikus), Balatonalmádi

Az Almádi központjában lévő Szent Imre plébániatemplom 1930-ban épült Medgyasszay István tervei alapján. A templom különös értéke, hogy az erdélyi építészet hagyományait követi, de tömegében meghatározó a vöröskő-architektúra. A templom mellett áll az 1956-ban a budai várból áthelyezett Szent Jobb-kápolna, Róth Miksa Szent Istvánt ábrázoló aranymozaikjával és Szent István jobbjának egy fragmentumával. 2008 óta Szent Imre herceg és édesanyja, Boldog (Bajor) Gizella ereklyéje is a Szent Jobb kápolnában került elhelyezésre. Így, az országban egyedülálló módon, a magyar "szent család" ereklyéi a Szent Jobb-kápolnában egyesültek.
- Kézfogás – Európa szoborpark

2013-ban megnyitott turisztikai és kulturális létesítmény a vasútállomás és a Balaton-part között elterülő Szent Erzsébet liget területén, ahol több mint 50 szobor és térplasztika látható, részben külföldi művészek alkotásai.
- evangélikus templom
- Szent Margit-kápolna
- Szabadtéri Kápolna, Balatonalmádi-Káptalanfüred
- Óvári-kilátó
- Pannónia Kulturális Központ és Könyvtár
- "Berények" kútja
- Kiállított gőzmozdony
- "Sóhajok" hídja
- Örökmécses
- Balaton Eye - Óriáskerék
- Kikötő
- Káptalanfüredi Kertmozi
- Almádi Borfesztivál
- VasútArtjáró
- Malom-völgy
- Remete Forrás

A 19-20. század fordulóján kezdte meg működését a Polgári Olvasókör.1962-ben önálló épületben megalakult a községi könyvtár, amely 1965-től a mai Polgármesteri Hivatal helyén várta olvasóit. Járási könyvtárként a helyi lakosok ellátásán kívül 52 község könyvtárainak is központja volt. Az 1985-ös földrengést követően 1987-ben ideiglenes elhelyezést kapott az I. sz. Óvodában, majd 1993-tól a Bajcsy-Zsilinszky utcai volt gyógyszertár épületében 2003-ig. 2003- ban költözött jelenlegi helyére az intézmény, ahol mind szolgáltatásaiban, mind technikailag megújulva várja a könyvtárba érkező érdeklődőket. A Pannónia célja, hogy a közművelődés és a kultúra legszélesebb skáláját sorakoztassa fel, kielégítse valamennyi korosztály igényeit és az ő érdeklődési körüknek megfelelő rendezvényeket szervezve, a kultúrát megszerettetve igényes és színvonalas szórakozási, kikapcsolódási illetve tanulási lehetőségeket biztosítson a helyi és az ide látogatók számára.

## Képgaléria

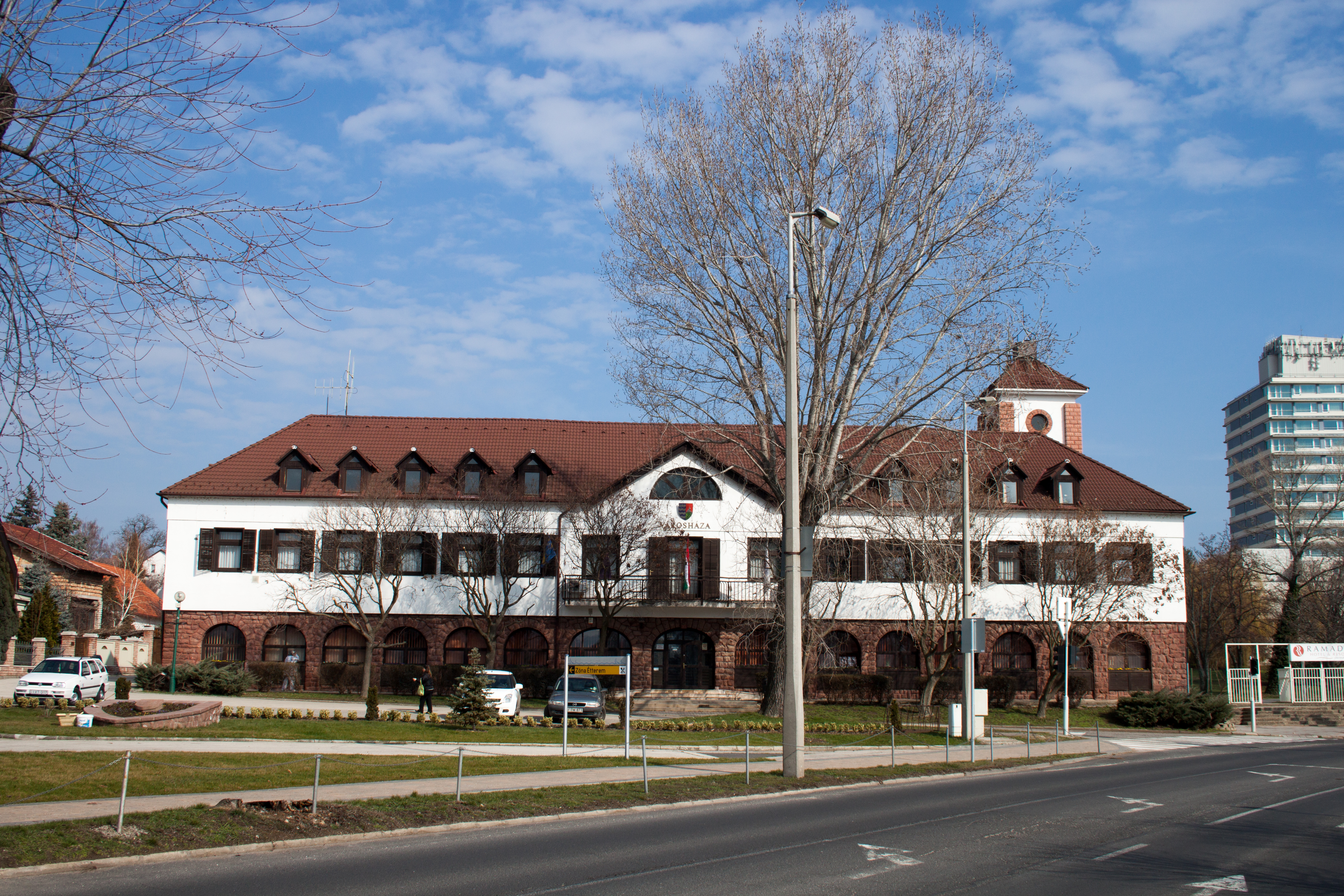
A városháza
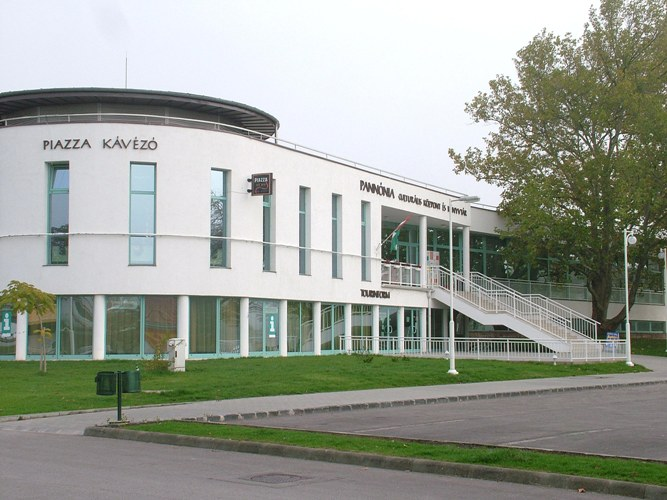
Pannónia Kulturális Központ és Könyvtár
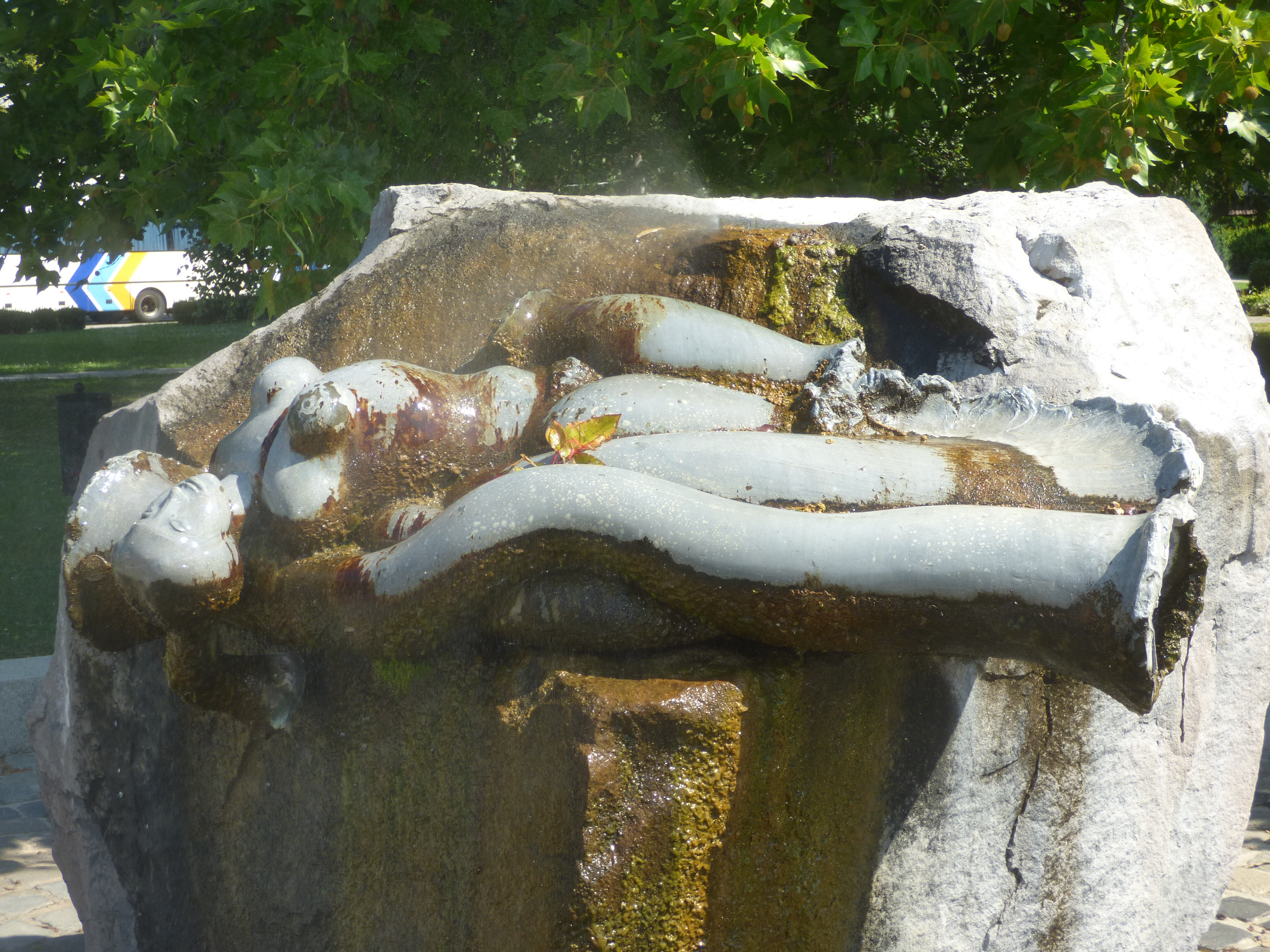
Korsós nő szobra a város központjában
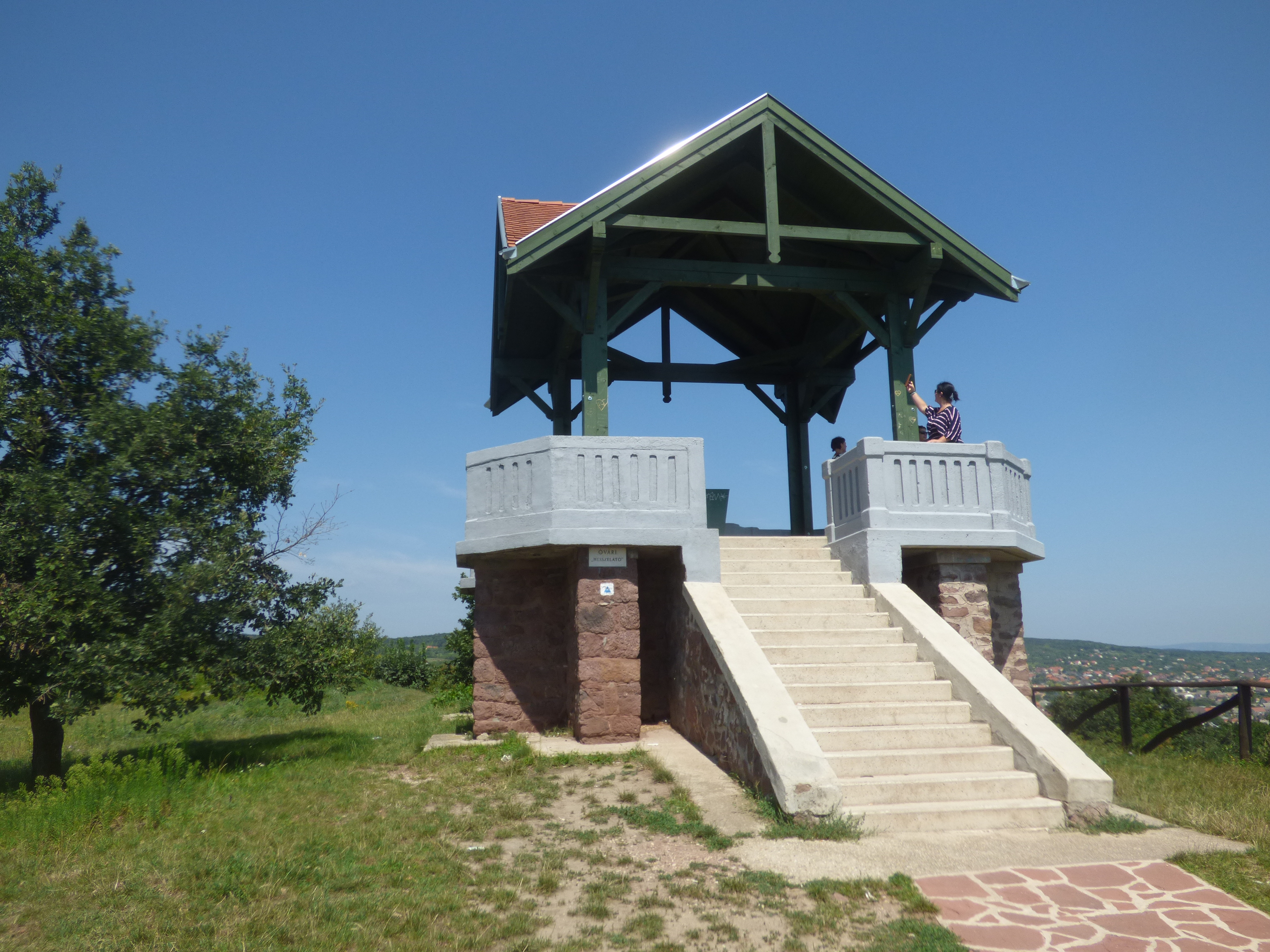
Az Óvári Messzelátó nevű kilátóhely
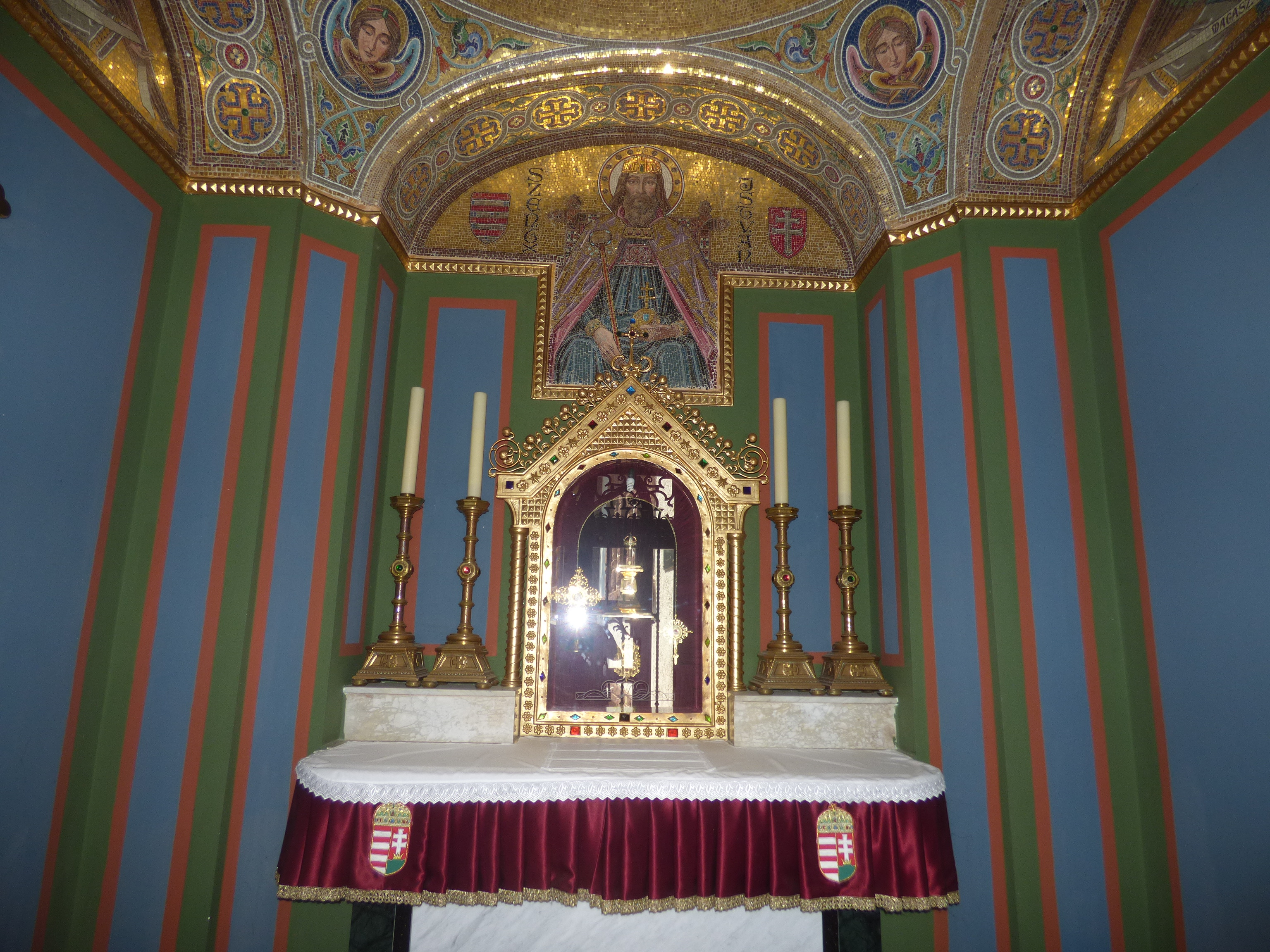
A Budai Várból kimenekített Szent Jobb kápolna
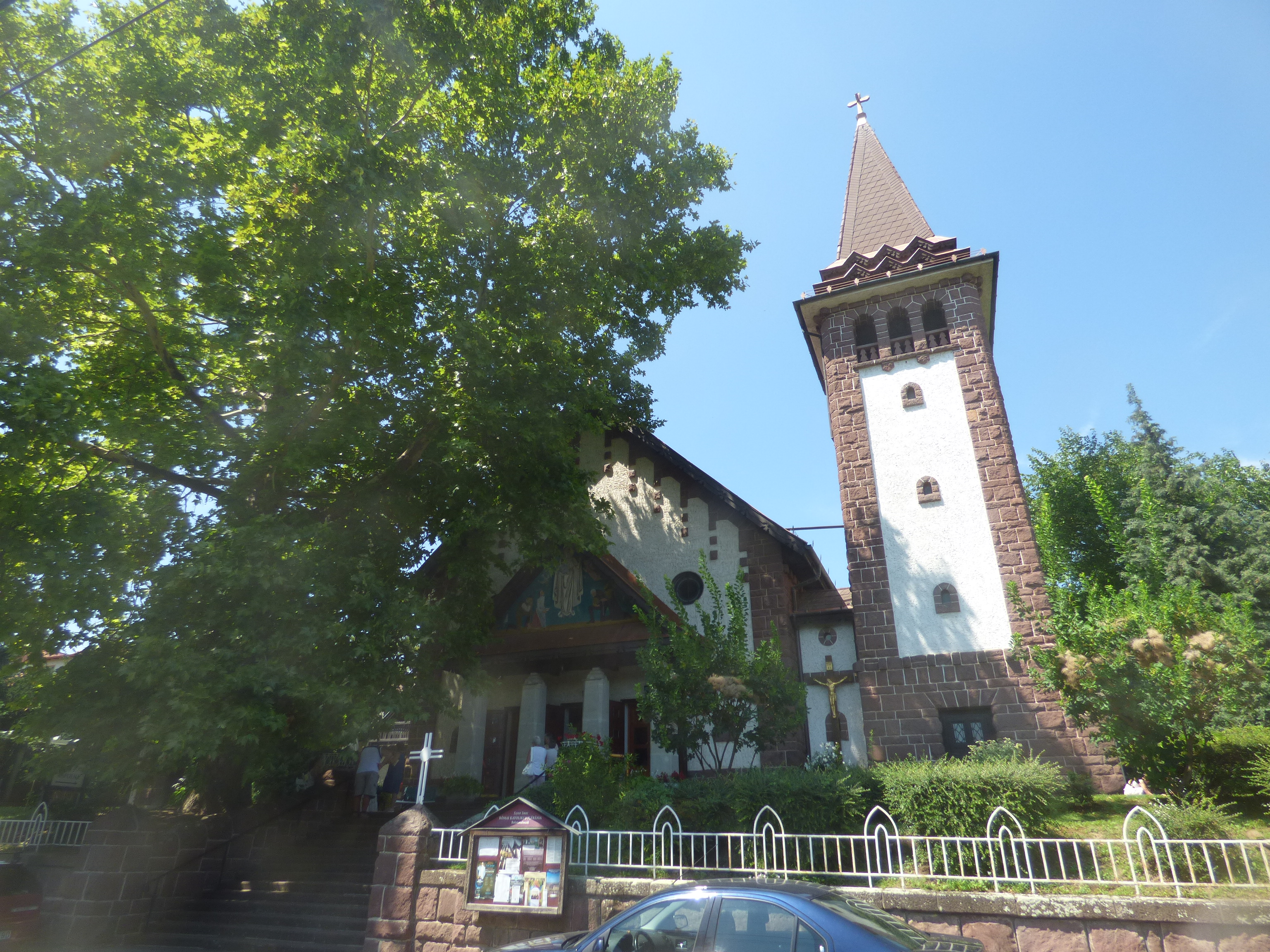
A Szent Imre-templom
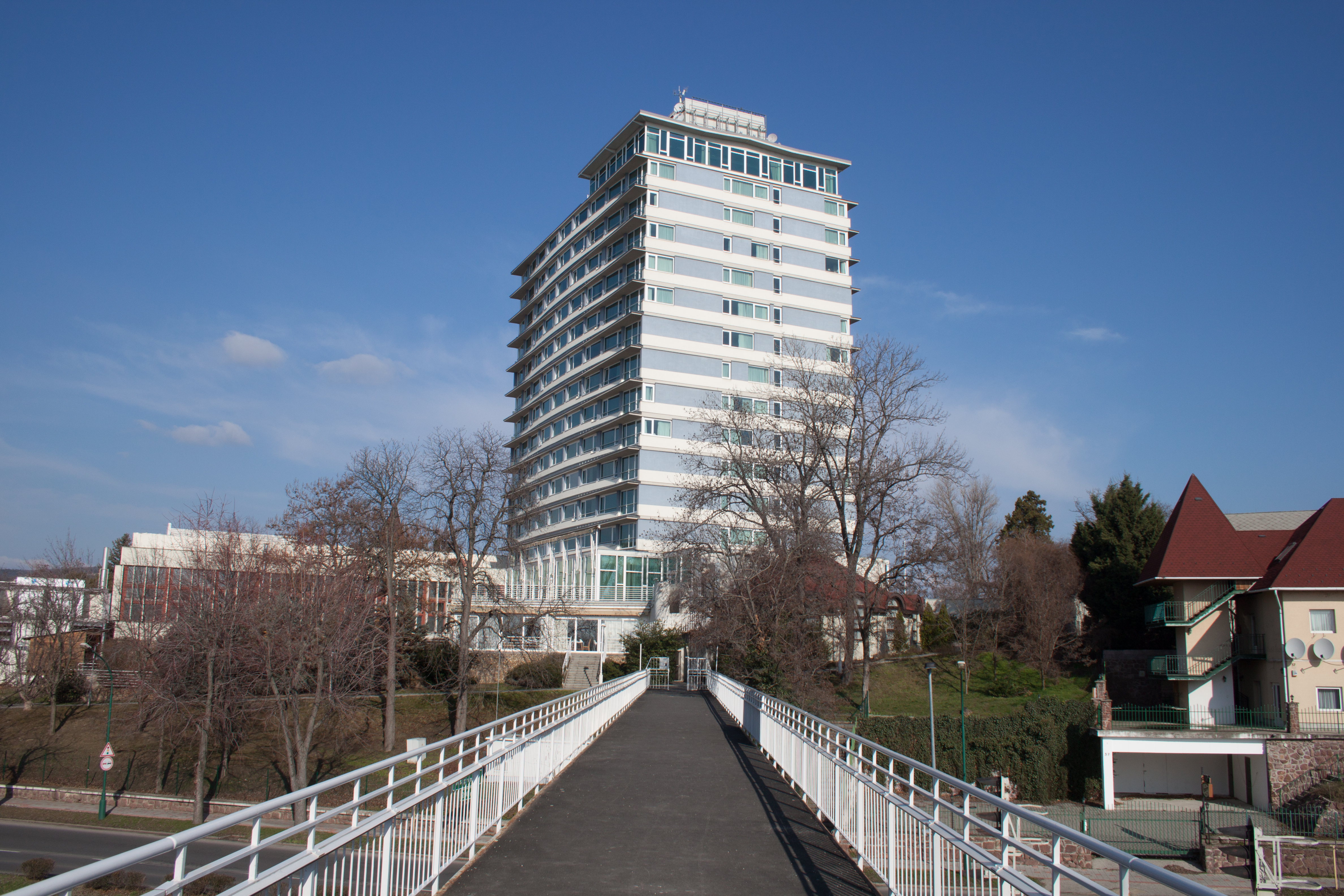
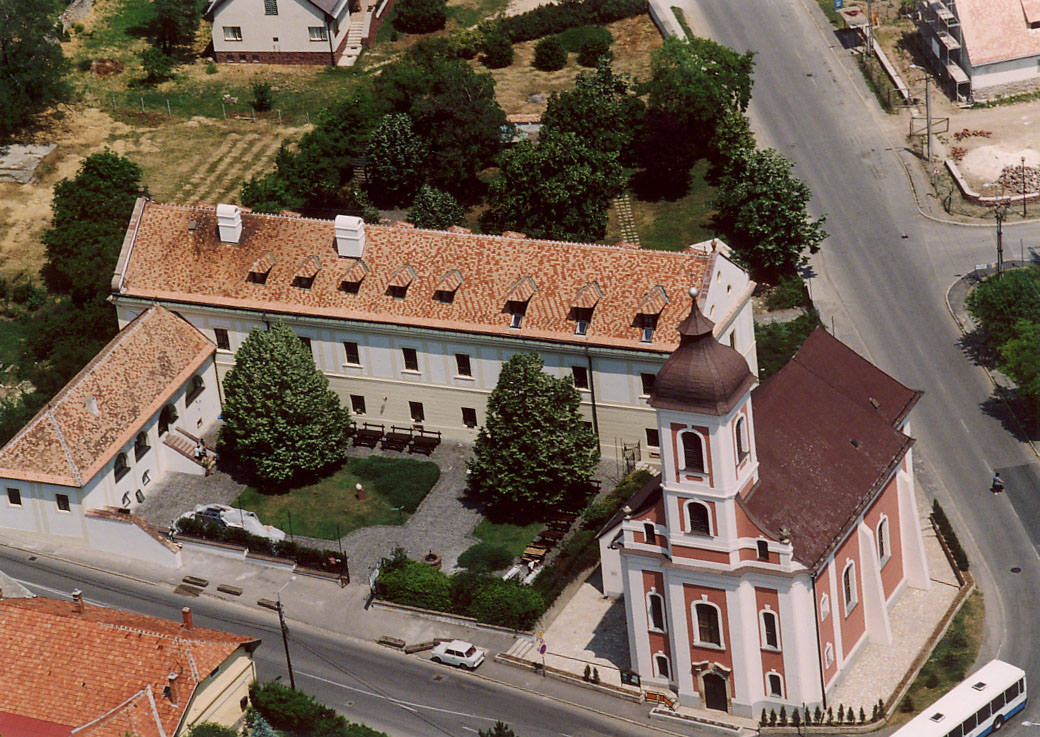
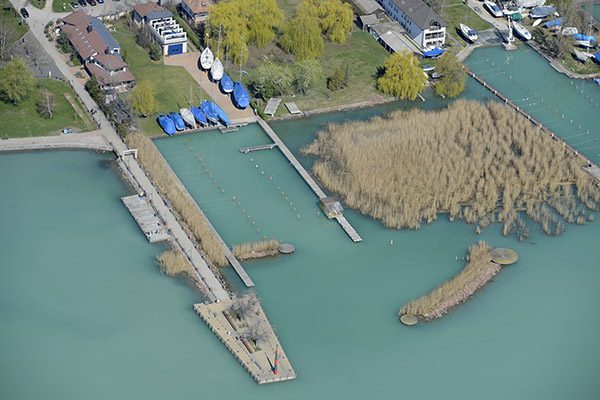
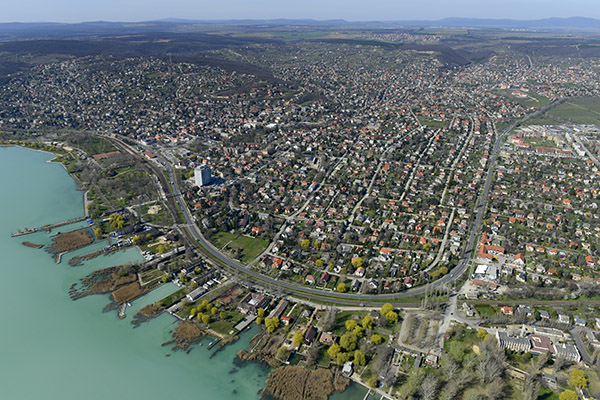
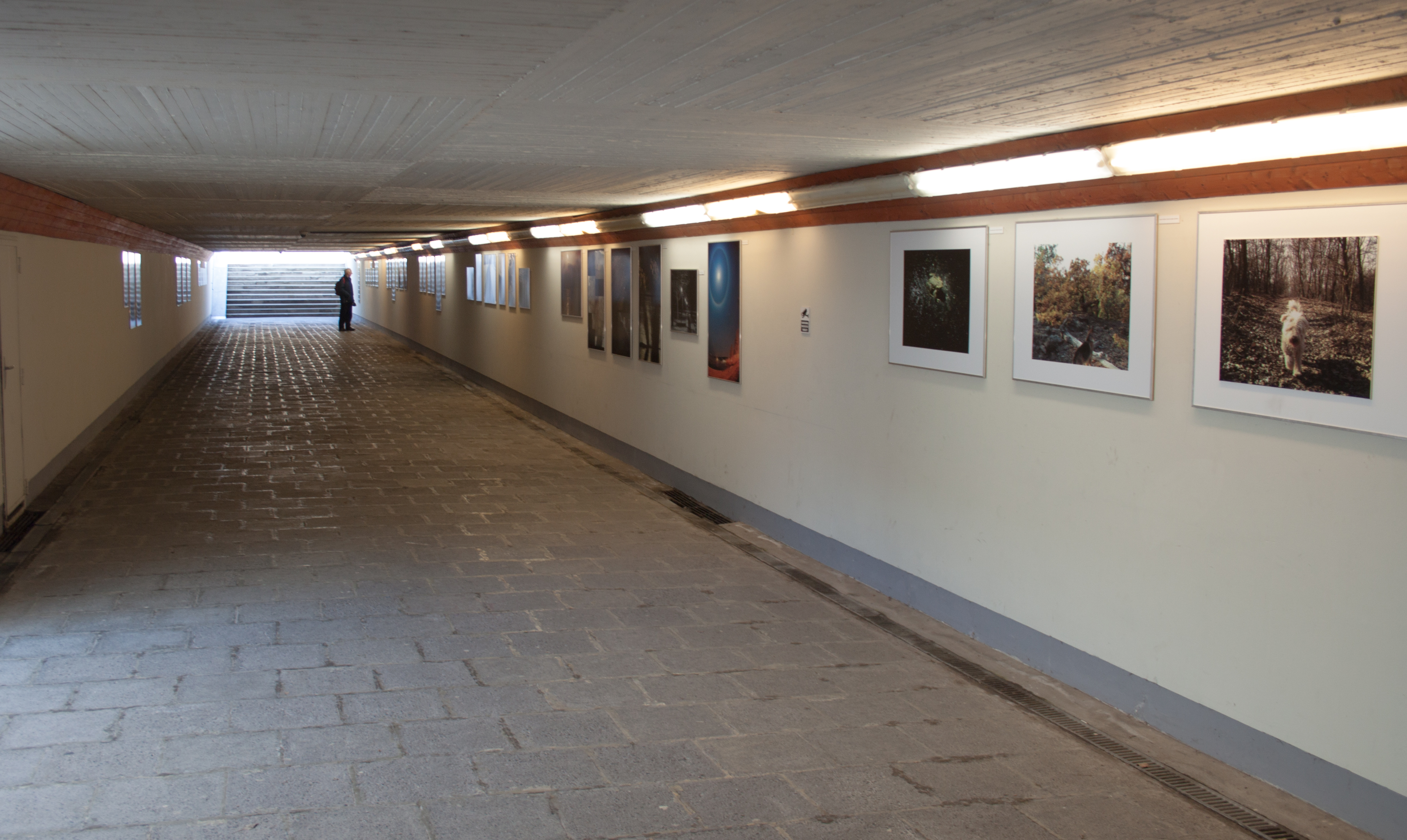
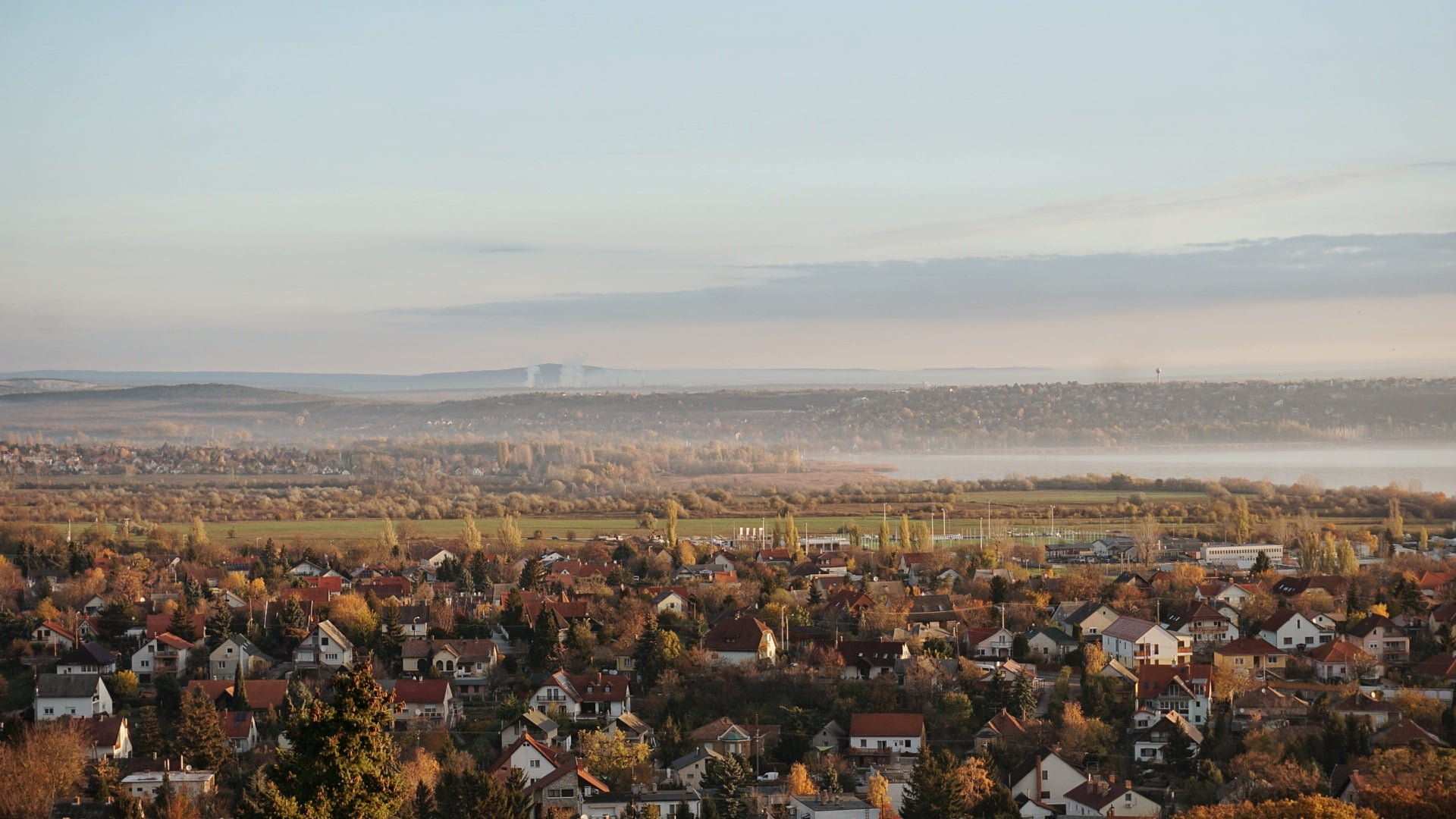

## Híres balatonalmádi polgárok
- Csányi Vilmos, biokémikus, biológus, etológus, humánetológus
- Dr. Óvári Ferenc, a Balatoni Szövetség alapítója, "Balatonalmádi atyja"
- Czuczor Sándor
- Fábián László grafikus
- Fiáth Pál főispán
- Sarusi Mihály író
- Szombathy Gyula színművész
- Veszeli Lajos festőművész

## Testvérvárosai
- Eggenfelden, Németország
- Nyitragerencsér, Felvidék
- San Michele al Tagliamento (Bibione), Olaszország
- Serock, Lengyelország
- Tusnádfürdő, Erdély (jelölt)
- Kalajoki, Finnország (jelölt)